# Марылькы 1-я
Марылькы 1-я — река в России, протекает по территории Ямало-Ненецкого автономного округа. Устье реки находится в 30 км по левому берегу реки Марылькы. Длина реки составляет 41 км.

## Данные водного реестра
По данным государственного водного реестра России, относится к Нижнеобскому бассейновому округу, водохозяйственный участок реки — Таз, речной подбассейн у реки отсутствует. Речной бассейн реки — Таз.
Код объекта в государственном водном реестре — 15050000112115300066762.